# Dương Tuyền

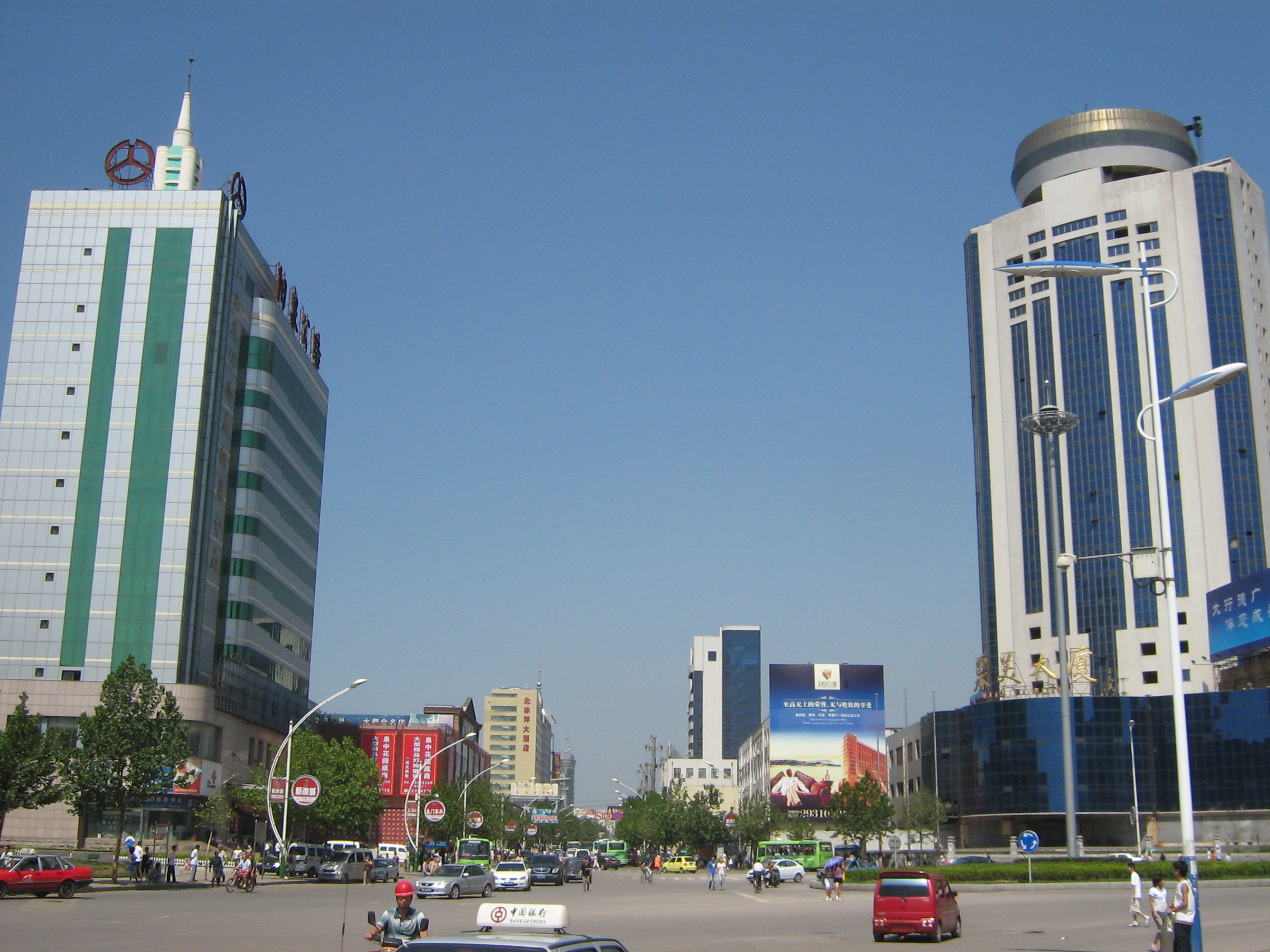
Trung tâm Dương Tuyền.

Dương Tuyền (tiếng Trung: 阳泉市), Hán Việt: Dương Tuyền thị, là một địa cấp thị tại tỉnh, Sơn Tây, Cộng hòa Nhân dân Trung Hoa. Diện tích Dương Tuyền là 4.452 km², dân số 1.150.000 người.

## Các đơn vị hành chính
Địa cấp thị Dương Tuyền quản lý các đơn vị thị hạt khu (quận nội thành) và các huyện:

### Cácquận nội thành
- Thành khu (城区)
- Khoáng khu (矿区)
- Giao khu (郊区)

### Cáchuyện
- Bình Định (平定县)
- Vu huyện (盂县)